# Bundesautobahn 552

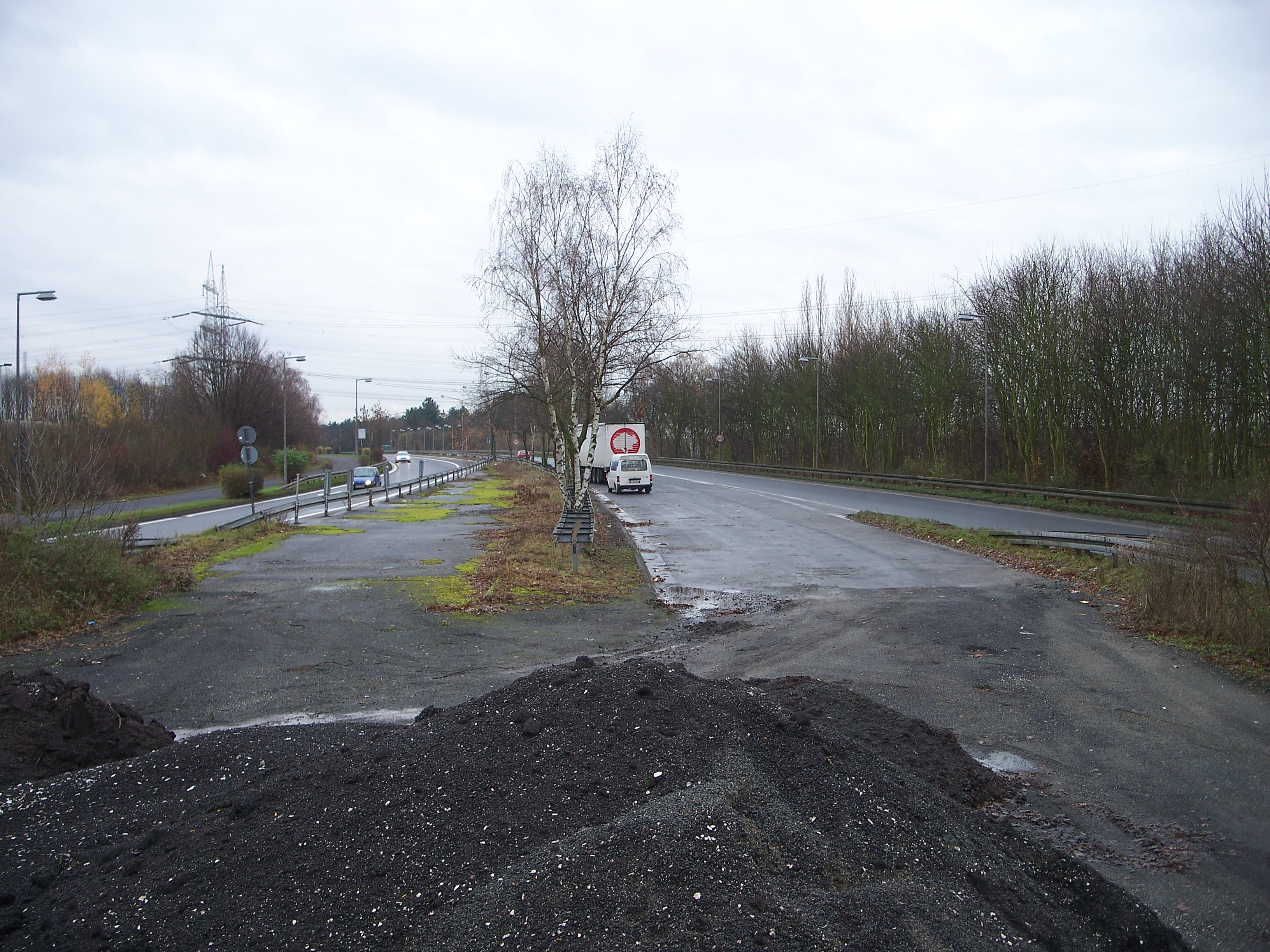
Ausbau-Ende Richtung Niehl (2008)

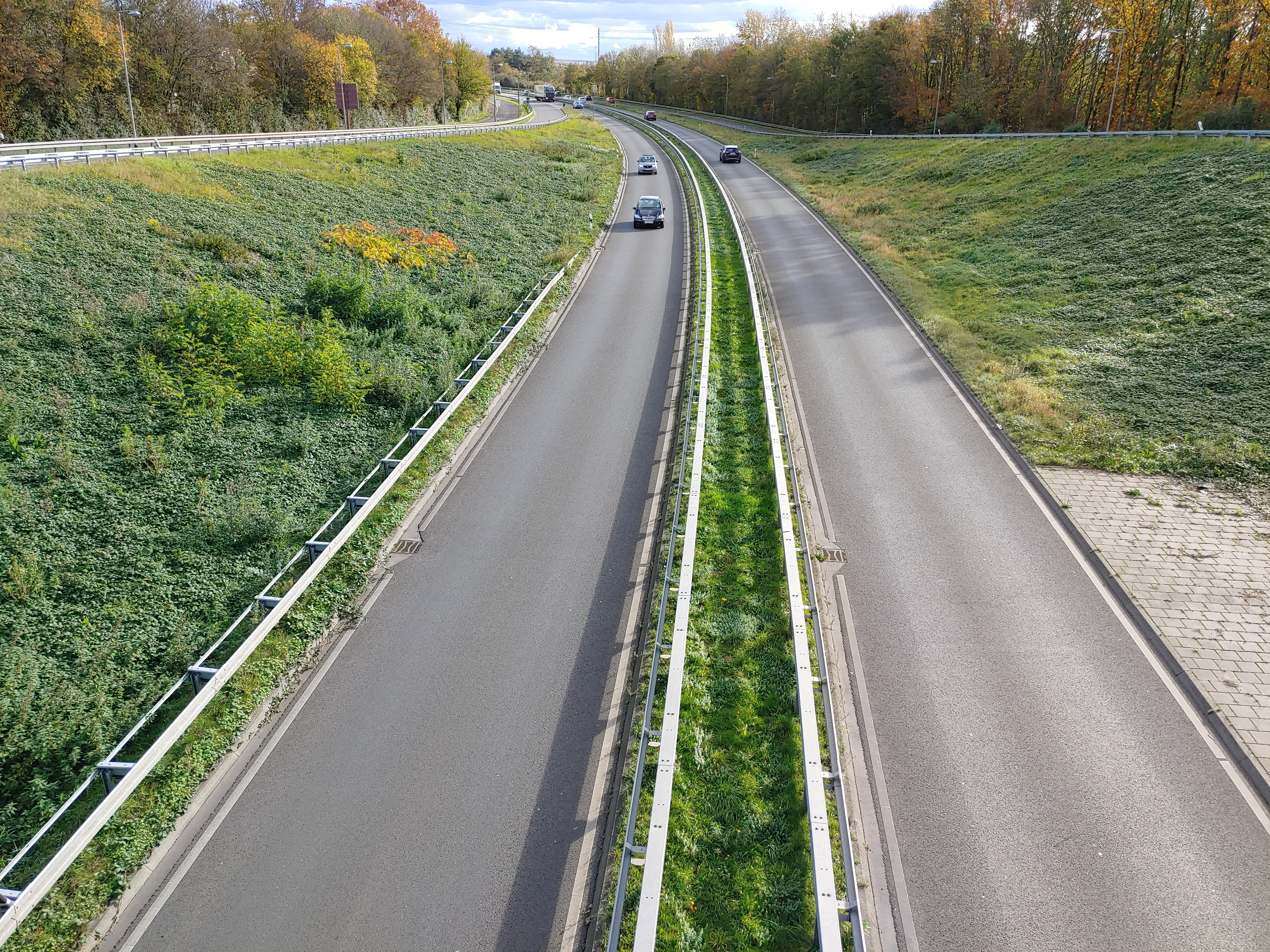
Brücke Merianstr Richtung Niehl (2023)

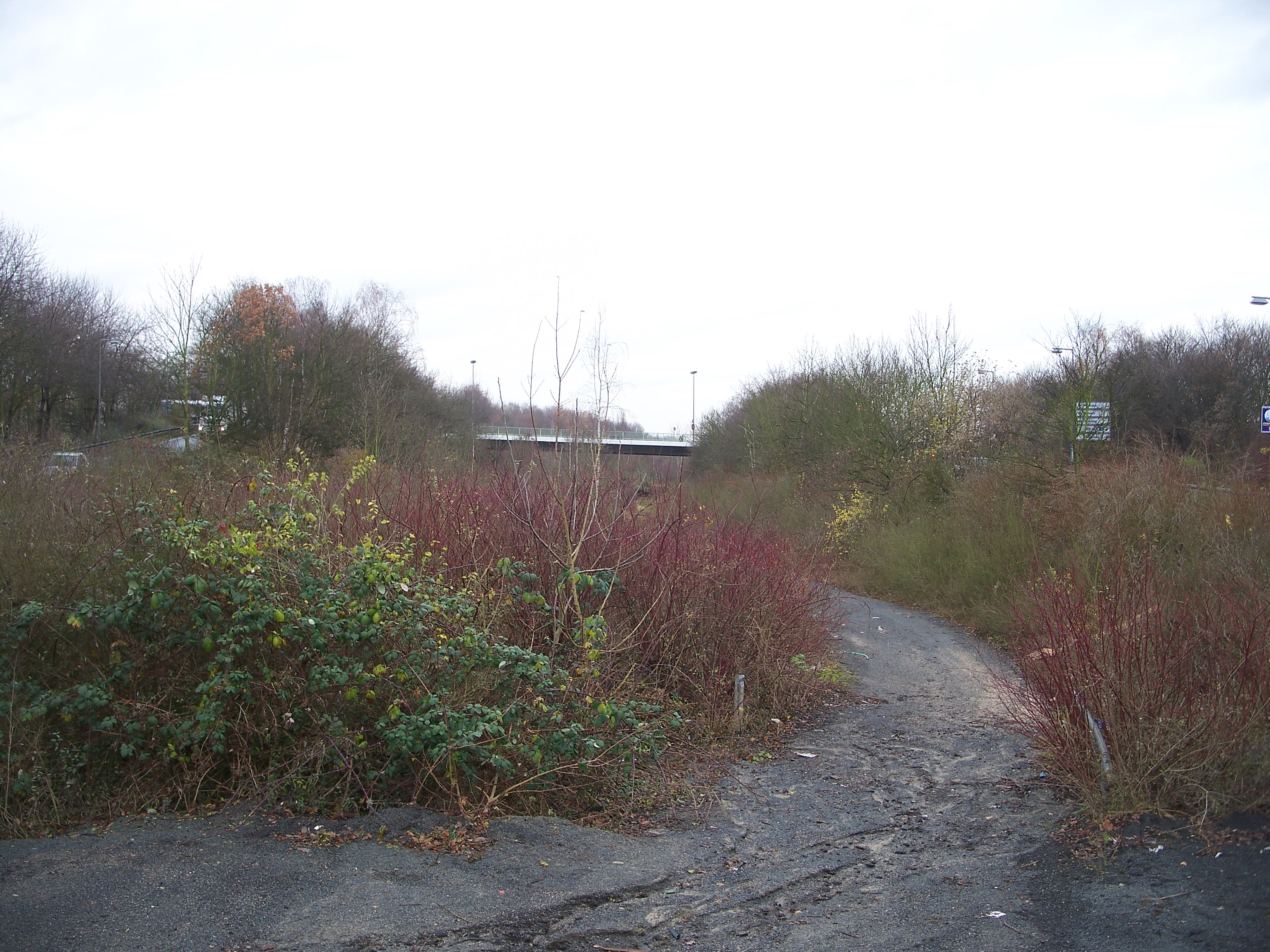
Ausbau-Ende Richtung Worringen (2008). Heute besteht hier eine Weiterführung Richtung Langel und Worringen, der Kamerastandort des nächsten Fotos ist auf der Brücke.

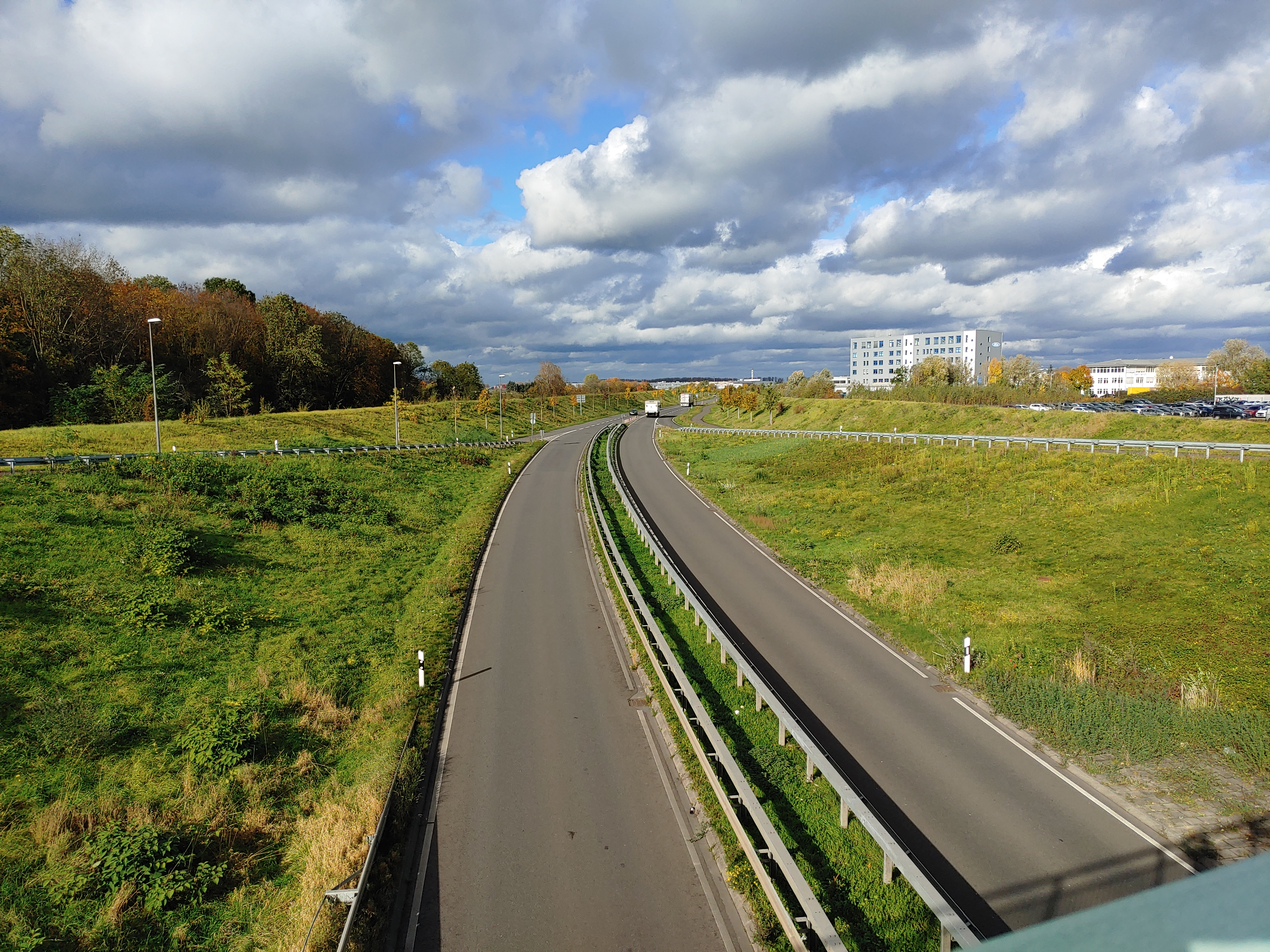
Ausbau-Ende Richtung Worringen (2023). Weiterführung Richtung Langel und Worringen.

Die Bundesautobahn 552 (Abkürzung: BAB 552) – Kurzform: Autobahn 552 (Abkürzung: A 552) – sollte eine Verbindung zwischen der A 54 und der A 1 bilden und bei Köln-Niehl den Kölner Autobahnring kreuzen. Die Planung der Autobahn wurde verworfen, es existiert allerdings eine vier- bis sechsstreifige, autobahnähnlich ausgebaute Strecke mit dem Namen Industriestraße (nicht zu verwechseln mit der parallel laufenden gleichnamigen Industriestraße). Umgangssprachlich wird diese auch als Ford-Autobahn bezeichnet.
Die Strecke beginnt als Verlängerung der Boltensternstraße an der Kreuzung Boltensternstr. – Amsterdamer Str./Niehler Damm und führt durch den unechten Kreisverkehr „Niehler Ei“. Ursprünglich war geplant, dass die A 552 das Niehler Ei mit einer Brücke überqueren sollte. Nach zwei Ausfahrten folgt die als Kleeblatt ausgeführte Anschlussstelle zur A 1. Nach zwei weiteren Ausfahrten endete die Strecke an der als Halbanschlussstelle gebauten Ausfahrt Chorweiler an der Merianstraße. Als Bauvorleistung war die Brücke unter der Merianstraße Jahrzehnte ungenutzt, bis 2015 die Ortsumgehung Fühlingen angeschlossen wurde.
Im November 2014 war nach mehreren Jahrzehnten Planung der Baubeginn für eine Fortführung als Ortsumgehung Fühlingen mit Anschluss an die B 9 bei Köln-Worringen, diese wurde am 2. Juni 2016 eröffnet.
Als Besonderheit gilt, dass die A 552 oft der Drehort für die erfolgreiche RTL-Actionserie Alarm für Cobra 11 – Die Autobahnpolizei  ist. In der Serie erkennt man die A 552 gut an den Straßenlaternen in der Mittelleitplanke.